# Paula-Fürst-Schule (Berlin)
Die Paula-Fürst-Schule ist eine Gemeinschaftsschule bestehend aus einer Grundschule und einer integrierten Sekundarschule mit gymnasialer Oberstufe im Berliner Ortsteil Charlottenburg des Bezirks Charlottenburg-Wilmersdorf. Die Schule ist nach der Reformpädagogin Paula Fürst benannt.

## Geschichte
Am 16. August 2013 wurde die 1. Reformschule Charlottenburg, eine Gemeinschaftsschule, feierlich nach Paula Fürst benannt. Das Gebäude entstand 1908–1909 als 25. und 26. Gemeinde-Doppelschule nach einem Entwurf von Walther Spickendorf und Heinrich Seeling; es steht unter Denkmalschutz.